# Saxon (VBTP)

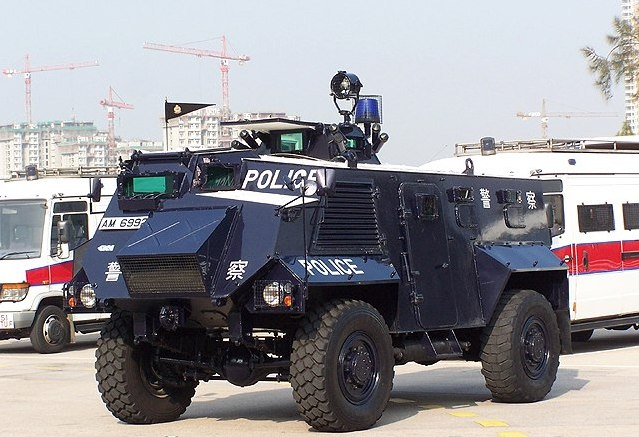
Saxon da polícia de Hong Kong.

O Saxon é um veículo blindado de transporte de pessoal capaz de operar em diversos terrenos e atravessar obstáculos aquáticos acima de 90 cm de profundidade. Tem excelente mobilidade tática, e é extremamente versátil. É usado por diversos países, incluindo o Reino Unido, onde foi desenvolvido.